# Ка ди Сера (Модена)
Ка ди Сера је насеље у Италији у округу Модена, региону Емилија-Ромања.
Према процени из 2011. у насељу је живело 3 становника. Насеље се налази на надморској висини од 1218 м.